# Arthrosaura hoogmoedi
Espèce
Arthrosaura hoogmoedi est une espèce de sauriens de la famille des Gymnophthalmidae.

## Répartition
Cette espèce est endémique du Cuyuni-Mazaruni au Guyana. Elle a été découverte sur le tepuy Maringma.

## Description
La femelle holotype mesure 59,3 mm de longueur standard.

## Étymologie
Cette espèce est nommée en l'honneur de Marinus Steven Hoogmoed.

## Publication originale
- Kok, 2008 : A new highland species of Arthrosaura Boulenger, 1885 (Squamata: Gymnophthalmidae) from Maringma tepui on the border of Guyana and Brazil. Zootaxa, no 1909, p. 1-15.